# Pattinaggio di figura ai XXIII Giochi olimpici invernali - Pattinaggio di figura maschile
Le gare di pattinaggio di figura maschile dei XXIII Giochi olimpici invernali si sono svolte dal 16 (programma corto) al 17 (programma libero) febbraio 2018 presso l'arena del ghiaccio di Gangneung, a Gangneung.
Il giapponese Yuzuru Hanyū ha confermato il titolo vinto a Soči 2014 piazzandosi davanti al connazionale Shōma Uno e allo spagnolo Javier Fernández López.

## Programma
Gli orari sono in UTC+9.
| Giorno      | Ora   | Evento           |
| ----------- | ----- | ---------------- |
| 16 febbraio | 10:00 | Programma corto  |
| 17 febbraio | 10:00 | Programma libero |

## Risultati

### Programma corto
| Pos.                                           | Atleta                     | Nazione                      | TSS    | TES   | PCS   | SS   | TR   | PE   | CH   | IN   | Ded  | StN |
| ---------------------------------------------- | -------------------------- | ---------------------------- | ------ | ----- | ----- | ---- | ---- | ---- | ---- | ---- | ---- | --- |
| 1                                              | Yuzuru Hanyū               | Giappone                     | 111.68 | 63.18 | 48.50 | 9.71 | 9.43 | 9.86 | 9.75 | 9.75 | 0.00 | 25  |
| 2                                              | Javier Fernández López     | Spagna                       | 107.58 | 59.79 | 47.79 | 9.36 | 9.36 | 9.71 | 9.68 | 9.68 | 0.00 | 29  |
| 3                                              | Shōma Uno                  | Giappone                     | 104.17 | 58.13 | 46.04 | 9.29 | 9.00 | 9.25 | 9.29 | 9.21 | 0.00 | 28  |
| 4                                              | Jin Boyang                 | Cina                         | 103.32 | 60.27 | 43.05 | 8.79 | 8.29 | 8.82 | 8.54 | 8.61 | 0.00 | 30  |
| 5                                              | Dmitrij Aliev              | Atleti Olimpici dalla Russia | 98.98  | 56.98 | 42.00 | 8.43 | 8.11 | 8.50 | 8.50 | 8.46 | 0.00 | 20  |
| 6                                              | Patrick Chan               | Canada                       | 90.01  | 45.08 | 45.93 | 9.36 | 9.07 | 9.00 | 9.29 | 9.21 | 1.00 | 21  |
| 7                                              | Adam Rippon                | Stati Uniti                  | 87.95  | 44.48 | 43.47 | 8.57 | 8.43 | 8.86 | 8.68 | 8.93 | 0.00 | 19  |
| 8                                              | Michail Koljada            | Atleti Olimpici dalla Russia | 86.69  | 43.84 | 43.85 | 8.96 | 8.54 | 8.64 | 8.82 | 8.89 | 1.00 | 27  |
| 9                                              | Michal Březina             | Rep. Ceca                    | 85.15  | 44.34 | 40.81 | 8.25 | 7.89 | 8.25 | 8.21 | 8.21 | 0.00 | 13  |
| 10                                             | Keegan Messing             | Canada                       | 85.11  | 45.50 | 40.61 | 8.04 | 7.96 | 8.07 | 8.29 | 8.25 | 1.00 | 12  |
| 11                                             | Jorik Hendrickx            | Belgio                       | 84.74  | 44.17 | 40.57 | 7.96 | 7.89 | 8.25 | 8.18 | 8.29 | 0.00 | 17  |
| 12                                             | Vincent Zhou               | Stati Uniti                  | 84.53  | 48.50 | 36.03 | 7.39 | 6.96 | 7.11 | 7.32 | 7.25 | 0.00 | 3   |
| 13                                             | Alexei Bychenko            | Israele                      | 84.13  | 43.63 | 40.50 | 7.93 | 7.71 | 8.36 | 8.18 | 8.32 | 0.00 | 23  |
| 14                                             | Misha Ge                   | Uzbekistan                   | 83.90  | 41.75 | 42.15 | 8.18 | 8.18 | 8.54 | 8.46 | 8.79 | 0.00 | 16  |
| 15                                             | Cha Jun-hwan               | Corea del Sud                | 83.43  | 43.79 | 39.64 | 7.93 | 7.68 | 8.07 | 8.00 | 7.96 | 0.00 | 14  |
| 16                                             | Brendan Kerry              | Australia                    | 83.06  | 45.49 | 37.57 | 7.57 | 7.36 | 7.61 | 7.57 | 7.46 | 0.00 | 10  |
| 17                                             | Nathan Chen                | Stati Uniti                  | 82.27  | 41.39 | 41.88 | 8.46 | 8.32 | 8.14 | 8.57 | 8.39 | 1.00 | 26  |
| 18                                             | Daniel Samohin             | Israele                      | 80.69  | 43.29 | 38.40 | 7.79 | 7.29 | 7.79 | 7.71 | 7.82 | 1.00 | 18  |
| 19                                             | Yan Han                    | Cina                         | 80.63  | 40.99 | 40.64 | 8.46 | 8.07 | 7.86 | 8.18 | 8.07 | 1.00 | 8   |
| 20                                             | Keiji Tanaka               | Giappone                     | 80.05  | 40.30 | 40.75 | 8.36 | 7.86 | 8.07 | 8.21 | 8.25 | 1.00 | 22  |
| 21                                             | Deniss Vasiļjevs           | Lettonia                     | 79.52  | 39.34 | 41.18 | 8.25 | 8.00 | 8.18 | 8.39 | 8.36 | 1.00 | 24  |
| 22                                             | Moris Qvitelashvili        | Georgia                      | 76.56  | 40.88 | 36.68 | 7.46 | 7.11 | 7.32 | 7.43 | 7.36 | 1.00 | 11  |
| 23                                             | Matteo Rizzo               | Italia                       | 75.63  | 39.23 | 36.40 | 7.29 | 7.11 | 7.29 | 7.39 | 7.32 | 0.00 | 5   |
| 24                                             | Paul Fentz                 | Germania                     | 74.73  | 37.71 | 37.02 | 7.46 | 7.25 | 7.46 | 7.46 | 7.39 | 0.00 | 15  |
| Atleti non qualificati per il programma libero |                            |                              |        |       |       |      |      |      |      |      |      |     |
| 25                                             | Julian Yee                 | Malaysia                     | 73.58  | 38.37 | 35.21 | 7.07 | 6.82 | 7.11 | 7.14 | 7.07 | 0.00 | 9   |
| 26                                             | Chafik Besseghier          | Francia                      | 72.10  | 38.41 | 33.69 | 6.79 | 6.29 | 6.89 | 6.86 | 6.86 | 0.00 | 2   |
| 27                                             | Denïs Ten                  | Kazakistan                   | 70.12  | 30.77 | 39.35 | 8.11 | 7.82 | 7.46 | 8.07 | 7.89 | 0.00 | 4   |
| 28                                             | Michael Christian Martinez | Filippine                    | 55.56  | 26.04 | 29.52 | 5.96 | 5.64 | 5.96 | 6.00 | 5.96 | 0.00 | 6   |
| 29                                             | Felipe Montoya             | Spagna                       | 52.41  | 22.59 | 30.82 | 6.25 | 6.07 | 6.00 | 6.25 | 6.25 | 1.00 | 1   |
| 30                                             | Jaroslav Paniot            | Ucraina                      | 46.58  | 18.68 | 29.90 | 6.43 | 5.79 | 5.61 | 6.21 | 5.86 | 2.00 | 7   |

### Programma libero
| Pos. | Atleta                 | Nazione                      | TSS    | TES    | PCS   | SS   | TR   | PE   | CH   | IN   | Ded  | StN |
| ---- | ---------------------- | ---------------------------- | ------ | ------ | ----- | ---- | ---- | ---- | ---- | ---- | ---- | --- |
| 1    | Nathan Chen            | Stati Uniti                  | 215.08 | 127.64 | 87.44 | 8.82 | 8.32 | 9.04 | 8.79 | 8.75 | 0.00 | 9   |
| 2    | Yuzuru Hanyū           | Giappone                     | 206.17 | 109.55 | 96.62 | 9.71 | 9.50 | 9.64 | 9.71 | 9.75 | 0.00 | 22  |
| 3    | Shōma Uno              | Giappone                     | 202.73 | 111.01 | 92.72 | 9.36 | 9.07 | 9.25 | 9.32 | 9.36 | 1.00 | 24  |
| 4    | Javier Fernández López | Spagna                       | 197.66 | 101.52 | 96.14 | 9.46 | 9.43 | 9.64 | 9.79 | 9.75 | 0.00 | 23  |
| 5    | Jin Boyang             | Cina                         | 194.45 | 109.69 | 85.76 | 8.71 | 8.21 | 8.64 | 8.68 | 8.64 | 1.00 | 20  |
| 6    | Vincent Zhou           | Stati Uniti                  | 192.16 | 112.24 | 79.92 | 8.04 | 7.71 | 8.25 | 7.96 | 8.00 | 0.00 | 15  |
| 7    | Michail Koljada        | Atleti Olimpici dalla Russia | 177.56 | 91.62  | 87.94 | 9.00 | 8.64 | 8.68 | 8.86 | 8.79 | 2.00 | 16  |
| 8    | Patrick Chan           | Canada                       | 173.42 | 81.56  | 91.86 | 9.32 | 9.14 | 8.86 | 9.29 | 9.32 | 0.00 | 21  |
| 9    | Alexei Bychenko        | Israele                      | 172.88 | 89.08  | 83.80 | 8.39 | 8.04 | 8.61 | 8.43 | 8.43 | 0.00 | 7   |
| 10   | Adam Rippon            | Stati Uniti                  | 171.41 | 84.47  | 86.94 | 8.75 | 8.54 | 8.68 | 8.71 | 8.79 | 0.00 | 18  |
| 11   | Daniel Samohin         | Israele                      | 170.75 | 89.03  | 81.72 | 8.32 | 7.75 | 8.32 | 8.18 | 8.29 | 0.00 | 8   |
| 12   | Keegan Messing         | Canada                       | 170.32 | 84.88  | 85.44 | 8.50 | 8.29 | 8.61 | 8.61 | 8.71 | 0.00 | 14  |
| 13   | Dmitrij Aliev          | Atleti Olimpici dalla Russia | 168.53 | 85.39  | 85.14 | 8.64 | 8.39 | 8.32 | 8.61 | 8.61 | 2.00 | 19  |
| 14   | Cha Jun-hwan           | Corea del Sud                | 165.16 | 84.94  | 81.22 | 8.21 | 7.86 | 8.25 | 8.11 | 8.18 | 1.00 | 11  |
| 15   | Keiji Tanaka           | Giappone                     | 164.78 | 85.64  | 81.14 | 8.36 | 7.89 | 8.00 | 8.18 | 8.14 | 2.00 | 5   |
| 16   | Jorik Hendrickx        | Belgio                       | 164.21 | 81.79  | 82.42 | 8.25 | 7.96 | 8.36 | 8.25 | 8.39 | 0.00 | 13  |
| 17   | Misha Ge               | Uzbekistan                   | 161.04 | 74.96  | 86.08 | 8.46 | 8.36 | 8.54 | 8.75 | 8.93 | 0.00 | 10  |
| 18   | Michal Březina         | Rep. Ceca                    | 160.92 | 76.58  | 84.34 | 8.57 | 8.21 | 8.39 | 8.57 | 8.43 | 0.00 | 17  |
| 19   | Matteo Rizzo           | Italia                       | 156.78 | 80.86  | 75.92 | 7.64 | 7.32 | 7.79 | 7.64 | 7.57 | 0.00 | 2   |
| 20   | Deniss Vasiļjevs       | Lettonia                     | 155.06 | 76.42  | 80.64 | 8.14 | 7.86 | 7.96 | 8.18 | 8.18 | 2.00 | 1   |
| 21   | Brendan Kerry          | Australia                    | 150.75 | 73.33  | 77.42 | 7.96 | 7.54 | 7.68 | 7.82 | 7.71 | 0.00 | 12  |
| 22   | Paul Fentz             | Germania                     | 139.82 | 66.98  | 72.84 | 7.50 | 7.14 | 7.14 | 7.39 | 7.25 | 0.00 | 3   |
| 23   | Yan Han                | Cina                         | 132.38 | 53.80  | 79.58 | 8.36 | 7.82 | 7.57 | 8.04 | 8.00 | 1.00 | 4   |
| 24   | Moris Qvitelashvili    | Georgia                      | 128.01 | 63.35  | 70.66 | 7.43 | 6.86 | 6.68 | 7.32 | 7.04 | 6.00 | 6   |

### Classifica finale
| Pos.                              | Atleta                     | Nazione                      | Punti totali | PC | PC     | PL | PL     |
| --------------------------------- | -------------------------- | ---------------------------- | ------------ | -- | ------ | -- | ------ |
| Oro                               | Yuzuru Hanyū               | Giappone                     | 317.85       | 1  | 111.68 | 2  | 206.17 |
| Argento                           | Shōma Uno                  | Giappone                     | 306.90       | 3  | 104.17 | 3  | 202.73 |
| Bronzo                            | Javier Fernández López     | Spagna                       | 305.24       | 2  | 107.58 | 4  | 197.66 |
| 4                                 | Jin Boyang                 | Cina                         | 297.77       | 4  | 103.32 | 5  | 194.45 |
| 5                                 | Nathan Chen                | Stati Uniti                  | 297.35       | 17 | 82.27  | 1  | 215.08 |
| 6                                 | Vincent Zhou               | Stati Uniti                  | 276.69       | 12 | 84.53  | 6  | 192.16 |
| 7                                 | Dmitrij Aliev              | Atleti Olimpici dalla Russia | 267.51       | 5  | 98.98  | 13 | 168.53 |
| 8                                 | Michail Koljada            | Atleti Olimpici dalla Russia | 264.25       | 8  | 86.69  | 7  | 177.56 |
| 9                                 | Patrick Chan               | Canada                       | 263.43       | 6  | 90.01  | 8  | 173.42 |
| 10                                | Adam Rippon                | Stati Uniti                  | 259.36       | 7  | 87.95  | 10 | 171.41 |
| 11                                | Alexei Bychenko            | Israele                      | 257.01       | 13 | 84.13  | 9  | 172.88 |
| 12                                | Keegan Messing             | Canada                       | 255.43       | 10 | 85.11  | 12 | 170.32 |
| 13                                | Daniel Samohin             | Israele                      | 251.44       | 18 | 80.69  | 11 | 170.75 |
| 14                                | Jorik Hendrickx            | Belgio                       | 248.95       | 11 | 84.74  | 16 | 164.21 |
| 15                                | Cha Jun-hwan               | Corea del Sud                | 248.59       | 15 | 83.43  | 14 | 165.16 |
| 16                                | Michal Březina             | Rep. Ceca                    | 246.07       | 9  | 85.15  | 18 | 160.92 |
| 17                                | Misha Ge                   | Uzbekistan                   | 244.94       | 14 | 83.90  | 17 | 161.04 |
| 18                                | Keiji Tanaka               | Giappone                     | 244.83       | 20 | 80.05  | 15 | 164.78 |
| 19                                | Deniss Vasiļjevs           | Lettonia                     | 234.58       | 21 | 79.52  | 20 | 155.06 |
| 20                                | Brendan Kerry              | Australia                    | 233.81       | 16 | 83.06  | 21 | 150.75 |
| 21                                | Matteo Rizzo               | Italia                       | 232.41       | 23 | 75.63  | 19 | 156.78 |
| 22                                | Paul Fentz                 | Germania                     | 214.55       | 24 | 74.73  | 22 | 139.82 |
| 23                                | Yan Han                    | Cina                         | 213.01       | 19 | 80.63  | 23 | 132.38 |
| 24                                | Moris Qvitelashvili        | Georgia                      | 204.57       | 22 | 76.56  | 24 | 128.01 |
| Eliminati dopo il programma corto |                            |                              |              |    |        |    |        |
| 25                                | Julian Yee                 | Malaysia                     |              | 25 | 73.58  |    |        |
| 26                                | Chafik Besseghier          | Francia                      |              | 26 | 72.10  |    |        |
| 27                                | Denïs Ten                  | Kazakistan                   |              | 27 | 70.12  |    |        |
| 28                                | Michael Christian Martinez | Filippine                    |              | 28 | 55.56  |    |        |
| 29                                | Felipe Montoya             | Spagna                       |              | 29 | 52.41  |    |        |
| 30                                | Jaroslav Paniot            | Ucraina                      |              | 30 | 46.58  |    |        |